# 特選名人会
『特選名人会』（とくせんめいじんかい）は、1982年（昭和57年）1月10日から3月28日までTBS系列局で放送されていた毎日放送 (MBS) 製作の演芸番組である。全11回。放送時間は毎週日曜 14時00分 - 14時30分（日本標準時）。
寄席の雰囲気の再現を試みていたテレビ番組で、毎回人気と実力を備えた漫才師や落語家を迎えて行われていた。大阪局の製作であるため、上方の漫才師と落語家による高座が主だった。

## 主な出演者
- 横山やすし・西川きよし
- 太平サブロー・シロー
- コント赤信号
- B&B
- 京唄子・鳳啓助
- 三代目笑福亭仁鶴
- ザ・ぼんち
- 今いくよ・くるよ
- オール阪神・巨人
- ほか